# (3896) Pordenone
(3896) Pordenone ist ein Asteroid des Hauptgürtels, der am 18. November 1987 vom deutschen Amateurastronomen Johann M. Baur am Observatorium in Chions (IAU-Code 567) in Friaul-Julisch Venetien entdeckt wurde.
Der Asteroid wurde nach dem italienischen Maler Giovanni Antonio da Pordenone (1483–1539) benannt, der unweit des heutigen Observatoriums geboren wurde.